# Jagalan (Karangnongko)
Jagalan is een bestuurslaag in het regentschap Klaten van de provincie Midden-Java, Indonesië. Jagalan telt 1995 inwoners (volkstelling 2010).